# José María Lavalle
José María Lavalle Covarrubias (Lima, 21 de abril de 1902-Lima, 17 de julio de 1984) fue un futbolista peruano que se desempeñaba como delantero.

## Trayectoria
Se formó como jugador de fútbol en el club Unión Buenos Aires de Chorrillos. Luego jugó en la posición de alero derecho en el Club Alianza Lima y en la selección peruana. 
Integró la delantera del Club Alianza Lima que fue denominada el Rodillo Negro debido a su imbatibilidad, a la presencia de muchos jugadores de origen afroperuano y a los cinco títulos de liga que obtuvo, jugando al lado de destacadas figuras de la época como Alejandro Villanueva y Alberto Montellanos. Es considerado uno de los mejores aleros derechos de la historia del fútbol peruano. Participó en la Copa Mundial de Fútbol de 1930.

## Selección peruana

#### Participaciones en Mundiales
| Mundial                        | Sede    | Resultado    | Partidos | Goles |
| ------------------------------ | ------- | ------------ | -------- | ----- |
| Copa Mundial de Fútbol de 1930 | Uruguay | Primera fase | 2        | 0     |

#### Participaciones en Copas América
| Copa América                 | Sede | Resultado    | Partidos | Goles |
| ---------------------------- | ---- | ------------ | -------- | ----- |
| Campeonato Sudamericano 1927 | Perú | Tercer lugar | ?        | ?     |
| Campeonato Sudamericano 1935 | Perú | Tercer lugar | ?        | ?     |

## Clubes
| Club                            | País | Año       | PJ | GF |
| ------------------------------- | ---- | --------- | -- | -- |
| Unión Buenos Aires (Chorrillos) | Perú | 1921-1922 | ?  | ?  |
| Alianza Lima                    | Perú | 1923-1940 | 86 | 48 |

## Palmarés

### Campeonatos nacionales
| Título                              | Club         | País | Año  | PJ | GF |
| ----------------------------------- | ------------ | ---- | ---- | -- | -- |
| Primera división del Perú           | Alianza Lima | Perú | 1927 | ?  | 2  |
| Primera división del Perú           | Alianza Lima | Perú | 1928 | ?  | 4  |
| Primera división del Perú           | Alianza Lima | Perú | 1931 | ?  | 6  |
| Primera división del Perú           | Alianza Lima | Perú | 1932 | ?  | 6  |
| Primera división del Perú           | Alianza Lima | Perú | 1933 | ?  | 4  |
| Primera división de la Liga de Lima | Alianza Lima | Perú | 1939 | ?  | ?  |
| Ascenso a la división de honor      | Alianza Lima | Perú | 1939 | ?  | ?  |

### Torneos cortos
| Título                     | Club         | País | Año  | PJ | GF |
| -------------------------- | ------------ | ---- | ---- | -- | -- |
| Torneo de Primeros Equipos | Alianza Lima | Perú | 1931 | ?  | 6  |
| Torneo de Primeros Equipos | Alianza Lima | Perú | 1932 | ?  | 6  |
| Torneo de Primeros Equipos | Alianza Lima | Perú | 1933 | ?  | 4  |